# محمد حسن جمعة
محمد حسن جمعة هو سياسي عراقي شغل منصب وزير الداخلية بالوكالة في وزارة مصطفى محمود العمري عام 1952.